# Mátyásdomb (Magyarország)
Mátyásdomb község Fejér vármegyében, az Enyingi járásban.

## Fekvése
A község Fejér vármegye délnyugati részén, a 64-es főút mellett, Székesfehérvártól 45, Siófoktól és a Balaton partjától 28 kilométerre helyezkedik el. Központján a 6301-es út halad keresztül; külterületét érinti a Lepsénytől Mezőszentgyörgyre, majd onnan egy darabig még továbbvezető 63 105-ös út is. Ágostonpuszta településrésze csak önkormányzati kezelésű utakon érhető el, a központ, illetve a 64-es főút felől.
Természetföldrajzilag a terület a Mezőföldhöz tartozik.

## Nevének eredete
A község eredetileg Feketepuszta néven alakult 1952. január 1-jén, de a tanácstestület még abban a hónapban úgy határozott, hogy a településnév Mátyásfalva legyen. Ezt 1952. február 13-án a megyei tanács is jóváhagyta, végleges nevét azonban a Belügyminisztérium ugyanazon év júliusában Mátyásdomb formában rögzítette.
Több forrás szerint a név Rákosi Mátyás előtti tiszteletadásként született meg, aki a Magyar Kommunista Párt, illetve a Magyar Dolgozók Pártja fő-, majd első titkára, 1952-ben a Magyar Népköztársaság Minisztertanácsának elnöke és egyben az ország teljhatalmú, kiterjedt személyi kultusszal övezett vezetője volt, ráadásul épp annak az évnek márciusában ünnepelte 60. születésnapját.
Mások azonban vitatják ezt az állítást, részint azért, mert a névadás korából nem ismert olyan írott forrás, amely összefüggést igazolna a község, illetve annak névválasztása és Rákosi személye között (a település alapító okirata pedig nem tesz említést a névválasztás indokáról), valamint arra hivatkozva, hogy a falu a diktátor kultuszának lehanyatlása után, illetve a rendszerváltás óta eltelt több mint három évtized alatt sem próbálta a nevét megváltoztatni.
A 2019-ben megválasztott polgármester, Lelkes Tibor egy interjújában viszont úgy nyilatkozott, hogy szerinte valóban Rákosi után nevezték el a falut, és hivatkozott egy mátyásdombi származású, nyugalmazott börtönparancsnok ismerősére is, akinek állítása szerint az ő kommunista édesapja volt a névadás ötletgazdája.
Akik kétségbe vonják a településnév és Rákosi Mátyás kapcsolatát, részben egy Mátyás királyhoz kötődő, állítólagos helyi legendára hivatkoznak a névadás valószínű forrásaként, részben arra, hogy a falu határában valamikor ténylegesen létezhetett ilyen elnevezésű domb. A már idézett Lelkes Tibor, illetve az őt interjúvoló Franka Tibor újságíró szerint azonban Mátyás királyról nem volt semmilyen helyi legenda, azt csak 1957-ben, Rákosi és rendszere bukását követően kreálta az új rendszer pártsajtója.

## Története
Mátyásdomb egy 1952-ben alapított új község.  A település területének történelmi előzményei közt azonban – elsősorban a mai belterület központi részét képező volt Feketepuszta révén – már a középkorban is szerepel.
Feketepuszta az Enyinggel határos puszták egyike volt. Neve legkorábban 1655-ben zálogügylettel kapcsolatban szerepel. Később magszakadás folytán királyi adományból kétszer is új birtokos kezére került, mígnem 1769-ben a Festetics család szerezte meg. Határát – főleg legelőit – Enying lakosai használták. Területén 1836-ban 40 lakos élt.
1880-ban Lonkai Ármin kibérelte a Festetics család  feketepusztai birtokát. Az egykor vízállásos, kötött talajt árkolásokkal, okszerű talajműveléssel, gőzeke szántással, folytonos beruházásokkal termékeny területté tette. Lonkai Ármin később maga mellé vette két fiát, Lonkai Zsigmondot és Lonkai Gézát, okleveles gazdákat, akik Lonkai Ármin 1924-ben bekövetkezett halála után még 1938-ig gazdálkodtak. A Lonkai család 58 éves bérleti időszaka alatt gőzmalom, két mezőgazdasági szeszgyár, templom, kastély, iskola és egy 30 km-es gazdasági vasút épült a térségben.
1945 után a Déghez tartozó Feketepusztán az állami gazdaság, megfelelő házhely juttatással, telepes községet létesített. Az új, zárt településű község központjában 546 házhelyet jelöltek ki amelyek közül 1958 márciusáig 193 már be is volt építve. 150 család telepedett le. A telepesek 20%-a helybeli, 35%-a geleji (Borsod m.), 35%-a egerbaktai (Heves m.). 1960-ban Mátyásdomb községben 237 házat írtak össze.
Mátyásdomb 1952-ben történt községgé alakulásakor hozzácsatolták Dégtől Ágostonpusztát, Fáni-majort, Pál-majort és Pinkóc-pusztát, melyek népessége 1910-ben 740, 1949-ben pedig 1171 lélek volt. A község területe 6123 katasztrális hold, amelyben az említett pusztákon kívül 533 katasztrális hold nagysággal a Kislángtól, és 291 katasztrális hold nagysággal a Lajoskomáromtól átcsatolt területek is benne foglaltatnak.
Az új községnek, amely a megyerendszer kiigazításáig Veszprém megyéhez tartozott, a Veszprém megyei helytörténet írásakor (1964) bekötő útja, Dég, Lepsény, Szabadbattyán felé elágazó gazdasági vasútja volt (ami mára már megszűnt), egészségházat, orvosi lakást, és kultúrházat építettek. Lakosainak száma 1057-re emelkedett (1960). A 6123 kat. holdból mezőgazdasági művelés alatt állt 5780 kh. Ebből az állami gazdaság területe 3800 kat. hold volt. A község 1990-ig Enyinggel községi közös tanácsot alkotott.
Mátyásdomb 1990-től önálló települési önkormányzattal rendelkezik, önkormányzati jegyző irányításával saját polgármesteri hivatal működik.

## Közélete

### Polgármesterei
- 1990–1994: Tilhof István (független)[11]
- 1994–1998: Tilhof István (független)[12]
- 1998–2002: Tilhof István (független)[13]
- 2002–2006: Tilhof István (független)[14]
- 2006–2010: Tilhof István (független)[15]
- 2010–2014: Tilhof István (független)[16]
- 2014–2019: Tilhof István (független)[17]
- 2019–2024: Lelkes Tibor (1967, független)[18]
- 2024– : Lelkes Tibor (független)[1]

A 2019-es önkormányzati választáson a győztes polgármesterjelöltnek azért kellett a neve mellett, megkülönböztető utótagként a születési évszámát is szerepeltetnie a hivatalos választási dokumentumokban, hogy biztosan el lehessen különíteni egy 1988-as születésű névrokonától, aki egyéni listás képviselő-jelöltként indult ugyanezen a választáson (de nem jutott mandátumhoz).
Valamilyen szintű különbségtételre nyilvánvalóan szükség volt a 2024-es választáson és a 2024-ben kezdődő önkormányzati ciklusban is, mert azon a választáson is két Lelkes Tibor indult (egyikük a polgármesteri posztért, másikuk a képviselőségért), sőt mindketten mandátumot is szereztek.

## Népesség
A település népességének változása:
| Lakosok száma | 791  | 773  | 771  | 776  | 698  | 703  | 715  |
|               | 2013 | 2014 | 2015 | 2021 | 2022 | 2023 | 2024 |

A 2011-es népszámlálás során a lakosok 64,7%-a magyarnak, 1,2% németnek mondta magát (35,2% nem nyilatkozott; a kettős identitások miatt a végösszeg nagyobb lehet 100%-nál). A vallási megoszlás a következő volt: római katolikus 28,9%, református 9,7%, evangélikus 1,2%, felekezeten kívüli 21,7% (37,3% nem nyilatkozott).
2022-ben a lakosság 86,4%-a vallotta magát magyarnak, 1,9% németnek, 0,7% ukrán, 0,6% cigánynak, 0,1% románnak, 1,1% egyéb, nem hazai nemzetiségűnek (12,6% nem nyilatkozott; a kettős identitások miatt a végösszeg nagyobb lehet 100%-nál). Vallásuk szerint 23,8% volt római katolikus, 9,5% református, 0,3% evangélikus, 0,1% görög katolikus, 0,3% egyéb keresztény, 2,6% egyéb katolikus, 19,9% felekezeten kívüli (43,6% nem válaszolt).

## Nevezetességei
- Itt található a Lonkai-kastély, melyet Lonkai Ármin 1902-ben építtetett.[22]